# 마차초등학교 연덕분교
마차초등학교 연덕분교는 대한민국 강원특별자치도 영월군에 있었던 공립 초등학교이다.

## 학교 연혁
- 1934년 8월 20일 문곡공립보통학교 연덕간이학교 개교
- 1943년 6월 15일 연덕국민학교로 인가(개교기념일)
- 1992년 3월 1일 문곡국민학교 연덕분교 격하 편입
- 1996년 3월 1일 문곡초등학교 연덕분교로 개칭
- 2007년 3월 1일 마차초등학교 분교로 편입
- 2018년 2월 28일 폐교[2]

## 참고 자료
- 마차초등학교연덕분교장 - 한국교육학술정보원 학교알리미